# Theobroma subincanum
Theobroma subincanum, conocido como copuí o cacao de monte, es una especie vegetal de la familia Malvaceae, nativa de la Amazonia, que se encuentra a menos de 600 m de altitud, en la tierra firme y orillas de los igarapés del bosque húmedo, en Brasil, Colombia, Venezuela, Guyana, Surinam, Guayana Francesa, Ecuador, Bolivia y Perú.

## Descripción
Es un árbol que alcanza 12 a 20 metros de altura. Tronco de 20 a 30 cm de diámetro, cubierto de corteza marrón grisácea casi lisa. Copa alargada y ramificada. Hojas coriáceas, de 30 cm de largo por 10 cm de ancho. Inflorescencia afilar, con una a tres flores con cinco pétalos rojos. El fruto es elipsoide, de 7 a 11 cm de largo por 5 a 6 cm de diámetro; con cáscara de color naranja a marrón, dura y quebradiza, pulpa comestible amarillenta, suculenta, dulce-ácida.

## Usos
El arilo se come fresco y crudo. La pulpa es ampliamente consumida en la región amazónica en forma de jugo. De las semillas se puede extraer un chocolate casero. Tiene gran importancia alimenticia y ecológica. El extracto de la pulpa presenta potencial antioxidante.
Se diferencia del copoazú, porque el árbol es notoriamente más alto y la pulpa del fruto más dulce.